# الهدایة فی الاصول و الفروع
الهداية في الأصول و الفروع کتابی از شیخ صدوق است.

## تصحیح
تصحیح این کتاب در سال ۱۳۷۶ منتشر و در مراسم کتاب سال جمهوری اسلامی ایران به‌عنوان کتاب شایسته تقدیر معرفی شد.